# Rachmani
Rachmani  è un sito archeologico preistorico vicino Volos in Tessaglia in Grecia.

## Sito archeologico
Il sito fu scavato nel 1910 da Wace e Thompson, due archeologi inglesi, ed hanno evidenziato come sia stato abitato lungo un periodo che si eestende, almeno, dal neolitico all'età del bronzo. Il sito è una delle poche testimonianze materiali del passaggio dal neolitico al bronzo in Grecia.
Gli scavi hanno dato alla luce resti di abitazioni, un'unica sepoltura, e diversi oggetti in ceramica.

## Abitato
Sono stati indagati resti di case, costruite in mattoni crudi o pietre, di forma circolare o semicircolare.

## Ceramiche
I ritorvamenti ceramici presentano caratteristiche riferibili a diversi facie culturali, temporalmente contigue, e presenti in alcuni siti archeologici vicini; ritrovamenti riferibili alla cultura di Sesklo, a quella di Dimini, ed altri caratteristici di una produzione locale.
Sulla base dell'evoluzione delle tecniche decorative delle ceramiche, si ipotizza tra le culture preistoriche europee che utilizzavano decorazioni dipinte, quella di Sesklo sarebbe la più semplice (bicolore), e quindi la più antica, seguita da quella di Dimini (tricromica), e quindi da quella della fase finale di Rachmani (la più recente), caratterizzata da decorazioni incrostate o verniciate.